# Mubadala World Tennis Championship de Dezembro de 2011
O Mubadala World Tennis Championship de Dezembro de 2011 foi a 4a edição do torneio de exibição de ténis Mubadala World Tennis Championship.
Pelo regulamento do torneio, os 2 tenistas finalistas da edição anterior passam direto para as semi-finais. Assim, Rafael Nadal e Roger Federer, não precisaram jogar as 4as-de-finais.

## Tenistas Participantes
| País | Tenista            | Ranking |
| ---- | ------------------ | ------- |
| SRB  | Novak Djokovic     | 1       |
| ESP  | Rafael Nadal       | 2       |
| SUI  | Roger Federer      | 3       |
| ESP  | David Ferrer       | 4       |
| FRA  | Jo-Wilfried Tsonga | 5       |
| FRA  | Gaël Monfils       | 6       |

## Cruzamentos
|  | Quartas de Finais | Quartas de Finais  | Quartas de Finais | Quartas de Finais | Quartas de Finais |               |   | Semi-Finais    | Semi-Finais         | Semi-Finais         | Semi-Finais         | Semi-Finais         |                     |   | Final | Final          | Final | Final | Final |  |  |
|  |                   |                    |                   |                   |                   |               |   |                |                     |                     |                     |                     |                     |   |       |                |       |       |       |  |  |
|  | 1                 | Novak Djokovic     | 6                 | 4                 | 6                 |               |   |                |                     |                     |                     |                     |                     |   |       |                |       |       |       |  |  |
|  | 6                 | Gaël Monfils       | 2                 | 6                 | 2                 |               |   |                |                     |                     |                     |                     |                     |   |       |                |       |       |       |  |  |
|  | 6                 | Gaël Monfils       | 2                 | 6                 | 2                 |               | 1 | Novak Djokovic | 6                   | 6                   |                     |                     |                     |   |       |                |       |       |       |  |  |
|  |                   |                    |                   |                   |                   |               | 1 | Novak Djokovic | 6                   | 6                   |                     |                     |                     |   |       |                |       |       |       |  |  |
|  |                   | 3                  | Roger Federer     | 2                 | 1                 |               |   |                |                     |                     |                     |                     |                     |   |       |                |       |       |       |  |  |
|  | 2                 | 3                  | Roger Federer     | 2                 | 1                 | Roger Federer | B | Y              | E                   |                     |                     |                     |                     |   |       |                |       |       |       |  |  |
|  | 2                 |                    |                   |                   |                   | Roger Federer | B | Y              | E                   |                     |                     |                     |                     |   |       |                |       |       |       |  |  |
|  |                   |                    |                   |                   |                   |               |   |                |                     |                     |                     |                     |                     |   |       |                |       |       |       |  |  |
|  |                   |                    |                   |                   |                   |               |   |                |                     |                     |                     |                     |                     |   | 1     | Novak Djokovic | 6     | 6     |       |  |  |
|  |                   |                    | 4                 | David Ferrer      | 2                 | 1             |   |                |                     |                     |                     |                     |                     |   |       |                |       |       |       |  |  |
|  | 4                 | David Ferrer       | 2                 | 7                 | 6                 |               |   |                |                     |                     |                     |                     |                     |   |       |                |       |       |       |  |  |
|  | 5                 | Jo-Wilfried Tsonga | 6                 | 65                | 2                 |               |   |                |                     |                     |                     |                     |                     |   |       |                |       |       |       |  |  |
|  | 5                 | Jo-Wilfried Tsonga | 6                 | 65                | 2                 |               | 4 | David Ferrer   | 6                   | 6                   |                     |                     |                     |   |       |                |       |       |       |  |  |
|  |                   |                    |                   |                   |                   |               | 4 | David Ferrer   | 6                   | 6                   |                     |                     |                     |   |       |                |       |       |       |  |  |
|  |                   | 2                  | Rafael Nadal      | 3                 | 2                 |               |   |                | Disputa de 3o Lugar | Disputa de 3o Lugar | Disputa de 3o Lugar | Disputa de 3o Lugar | Disputa de 3o Lugar |   |       |                |       |       |       |  |  |
|  | 1                 | 2                  | Rafael Nadal      | 3                 | 2                 | Rafael Nadal  | B | Y              | Disputa de 3o Lugar | Disputa de 3o Lugar | Disputa de 3o Lugar | Disputa de 3o Lugar | Disputa de 3o Lugar | E |       |                |       |       |       |  |  |
|  | 1                 |                    |                   |                   |                   | Rafael Nadal  | B | Y              |                     |                     |                     |                     |                     | E |       |                |       |       |       |  |  |
|  |                   |                    |                   |                   |                   |               |   |                |                     |                     |                     |                     |                     |   | 3     | Roger Federer  | 1     | 5     |       |  |  |
|  |                   |                    |                   |                   |                   |               |   |                |                     |                     |                     |                     |                     |   | 2     | Rafael Nadal   | 6     | 7     |       |  |  |

## Classificação Final
| 1. Novak Djokovic (Campeão) 2. David Ferrer (Vice-Campeão) 3. Rafael Nadal (Semi-Finais, 3o) | 1. Roger Federer (Semi-Finais, 4o) 2. Jo-Wilfried Tsonga (Quartas-de-finais) 3. Gaël Monfils (Quartas-de-finais) |

## Campeão
| Mubadala World Tennis Championship de Dezembro de 2011 |
| Novak Djokovic                                         |
| ------------------------------------------------------ |
| Novak Djokovic Campeão (1º título)                     |